# Artemisia I de Caria
Artemisia I de Caria (en griego antiguo: Ἀρτεμῑσίᾱ) (en persa: آناهیتا‎, fl. 480 a. C.) fue reina de Halicarnaso, ciudad de griegos dorios situada en Caria, entonces una satrapía del imperio Aqueménida. Luchó a favor de la causa de su señor Jerjes I, rey de Persia, contra las polis griegas en la segunda guerra médica. Artemisia dirigió en persona a sus cinco barcos en las batallas navales de Artemisio y Salamina, libradas en el año 480 a. C., Se conoce su existencia por los escritos del historiador griego Heródoto, que afirma que ella era la única líder militar del bando persa y elogia su iniciativa y valentía, así como el respeto que Jerjes le tenía.

## Familia y nombre
Fue hija de Lígdamis I, tirano de Halicarnaso. De acuerdo con Heródoto (Historias, libros 7 y 8), Artemisia fue halicarnasia por parte de su padre, Lígdamis I, y cretense por parte de su madre. Huérfana y viuda, gobernó Caria durante la minoría de edad de su hijo Pisindelis, quien fue tirano de Caria, sucedido por su hijo Lígdamis II.
El nombre Artemisia (Anāhitā) deriva de Artemisa (n, f.; equivalente romano: Diana). De acuerdo a Jablonski, el nombre es también frigio y puede ser "comparado con el título real Artemas de Jenofonte". Aun así, según Charles Anthon, la raíz primitiva del nombre es probablemente de origen persa, de arta*, art*, arte*, todos significando grande, excelente o sagrado, y por lo tanto, Artemisa (p.e. Diana) «se identifica con la gran madre de la Naturaleza, aunque fuera adorada en Éfeso».

## La batalla de Salamina
Siendo la única mujer entre sus comandantes, Artemisia aconsejó al rey persa Jerjes I que coordinara una ofensiva conjunta terrestre y marítima. Quiso que el ejército persa marchara hacia el istmo de Corinto y que atacara a la coalición griega que estaba fortificada allí, mientras la flota se posicionara para atacar a los trirremes griegos. De esta manera, Artemisia esperaba que los barcos griegos se separaran de sus ciudades estado, dejándolos vulnerables ante una flota persa intacta. Jerjes desechó ese plan, realizando un ataque a la flota conjunta griega en Salamina. Artemisia participó en la batalla de Salamina en septiembre de 480 a. C. como aliada persa, comandando cinco naves.
Su nave fue acosada por un trirreme ateniense y no tenía posibilidad de escapar porque varias naves persas erróneamente le cerraban el paso. Embistió un navío de la flota de Jerjes y lo hundió, de modo que la embarcación griega creyese que era aliada, y dejase de perseguirla.
Escapó hacia las líneas persas, donde, según Heródoto, Jerjes dijo: «¡Mis hombres (los persas) se han convertido en mujeres y mis mujeres (Artemisia) en hombres!». Heródoto tenía una buena opinión de ella, a pesar de su apoyo a Persia en la contienda, posiblemente porque ambos eran naturales de Halicarnaso.
Artemisia convenció a Jerjes para que se retirara a Asia Menor después de la derrota en Salamina, en oposición al consejo de Mardonio, que quería que Jerjes mantuviera la posición. Jerjes la envió entonces a Éfeso para que cuidara de sus hijos (de Jerjes). 

## Muerte
Una leyenda, contada por Focio, cuenta que Artemisia se enamoró de un hombre llamado Dárdano y que, cuando él la ignoró, un oráculo le dijo que saltara a su muerte en el mar Jónico desde la roca de Léucade.

## En las artes y la cultura popular
- Es personaje de la novela de Gore Vidal Creación, en la que se tratan las guerras griegas.
- Es personaje de la novela de Javier Negrete Salamina (2008), en la que se trata la batalla de Maratón (490 a. C.) y la batalla de Salamina (480 a. C.).
- Es personaje de la novela de Javier Negrete El espartano (2017), en la que se trata la batalla de Platea (479 a. C.).
- En la película El león de Esparta (1962), Artemisia fue encarnada por Anne Wakefield.
- En el juego de rol de PlayStation 2 Shin Megami Tensei: Persona 3, Artemisia es la Persona Ascendiente de Mitsuru Kirijo.
- En la película 300: Rise of an Empire (2014), el personaje de Artemisia es representado por Eva Green.
- Un destructor iraní (persa: ناوشکن) construido durante la dinastía Pahlavi fue llamado Artemis en su honor.[9]

## En las fuentes clásicas
- HERÓDOTO: Historias. Trad. de Aubrey de Sélincourt. Penguin Classics. 1954.
  - Aubrey de Sélincourt (1894 - 1962): escritor, traductor y clasicista inglés.
- VITRUVIO: Sobre la arquitectura ii,8.10-11, 14-15
- PLINIO EL VIEJO: Historia natural xxxvi.4.30-31
- OROSIO: Historiæ adversus paganos ii.10.1-3
- MÁXIMO, Valerio: Hechos y dichos memorables iv.6, ext. I
- JUSTINO: Epítome de las Historias filipícas de Pompeyo Trogo (Epitome Historiarum philippicarum Pompei Trogi), en la práctica, una antología de pasajes de la obra de Pompeyo Trogo Historias filípicas (Historiæ Phillipicæ et totius mundi origines et terrae situs). 
  - Epítome ii.12.23-24